# Rodrigo García Barcha
Rodrigo García Barcha (Bogotá, 24 de agosto de 1959) es un director de televisión y cine colombiano. Entre sus películas se encuentran Things You Can Tell Just by Looking at Her y Mother and Child. Ha dirigido capítulos de series como Los Soprano, Six Feet Under y Carnivàle.

## Biografía y carrera
Rodrigo García nació en Bogotá, Colombia, y es el hijo mayor de los colombianos Gabriel García Márquez y Mercedes Barcha Pardo. 
Antes de dedicarse a la fotografía, Rodrigo García estudió Historia Medieval en la Universidad de Harvard y luego estudió en el American Film Institute. 
En los años 2000 García Barcha empezó a hacer cine. Sus primeras películas fueron: Cosas que diría con sólo mirarla (2000), exhibida en la categoría A certain regard en el festival de Cannes y Diez pequeñas historias de amor (2001).
Su última obra ha sido la participación en Revolución, presentada en el festival de cine de Berlín o Berlinale de 2010. Se trata de una película compuesta por diez cortometrajes dirigidos por prestigiosos realizadores latinoamericanos y que ofrece una visión crítica de la Revolución mexicana (1910-1917), de la que en el año 2010 se celebró el centenario en México. 
Rodrigo García forma parte del proyecto de los Tres amigos: Guillermo del Toro, Alejandro González Iñárritu y Alfonso Cuarón para realizar una de las cintas en las que todos estos talentosos cineastas participaron de manera conjunta. La primera película en la lista fue Rudo y Cursi, dirigida por Carlos Cuarón, hermano de Alfonso, y protagonizada por Diego Luna y Gael García Bernal. 
Rodrigo García ha dirigido varias películas independientes y diversos episodios de series estadounidenses.
También ha trabajado como operador de cámara y Director de Fotografía para varias películas independientes, como GIA, The Birdcage y Great Expectations.
Rodrigo García ha señalado que le gustaría realizar una nueva versión cinematográfica del guion de Tiempo de Morir, escrito en 1965 por su padre Gabriel García Márquez y ya llevado a la pantalla en dos ocasiones por Arturo Ripstein en 1965 y por Jorge Ali Triana en 1985 respectivamente. Pero al ser interrogado sobre si llevaría al cine alguna de las novelas de su padre, Gabriel García Márquez, ha contestado: "No, no está dentro de mis planes, porque no resultaría. ¿Por qué? Por dos razones. En primer lugar, porque la película en sí misma sería secundaria. Y, además, porque Gabo y yo tenemos distintas obsesiones y, por lo tanto, distintos temas".
García Barcha a lo largo de su carrera ha dirigido diferentes series y capítulos de las mismas, entre ellas se encuentran The Sopranos / Los Soprano y Six Feet Under / Seis pies bajo tierra. Además ha tenido bajo su dirección reconocidos actores como lo son Dakota Fanning y Robin Wright en Nueve vidas.
Dentro de sus piezas también se encuentra Blue, una serie web en donde participaron Julia Stiles, JC Gonzalez y Uriah Shelton.
Con Literatura Random House, publicó en 2021 el libro Gabo y Mercedes: Una despedida, una crónica sobre los últimos días y la muerte de su padre. Una despedida del hijo al colombiano más famoso y su esposa Mercedes Barcha.
Desde 1995 está casado con Adriana Sheinbaum Pardo, hermana menor de la presidenta mexicana Claudia Sheinbaum, con quién tiene dos hijas: Inés e Isabel.

## Director

### Películas
- Things You Can Tell Just by Looking at Her (2000)
- 10 pequeñas historias de amor (2001)
- Nueve vidas (2005)
- Passengers (2008)
- Mother and Child (2010)
- Revolución (2010)
- Albert Nobbs (2011)
- Últimos días en el desierto (2015)
- Four Good Days (2020)
- Raymond & Ray (2022)
- Familia (2023)

### Series de TV y de Web
- Los Soprano (1999)
  - episodio 5.04 "All Happy Families"
- Six Feet Under (2001) 5 episodios:
  - The Room
  - A Private Life
  - In the Game
  - Perfect Circles
  - A Coat of White Primer
- Boomtown (2002) 
  - episode "Monster Brawl"
- Carnivàle (2003), 5 episodios: 
  - episode 1.01 "Milfay" (Piloto)
  - episode 1.03 "Tipton"
  - episode 1.06 "Pick a Number
  - episode 1.12 "Day That Was the Day, The"
  - episode 2.09 "Lincoln Highway"
- Fathers and Sons (2004)
- Big Love (2005) 
  - "Piloto"
- Six Degrees (2006) 
  - S1E01 - Piloto
- In treatment (2008)
- Blue (serie web) – Director (2012–2014),  42 episodios:
  - episodio 3.04 Make Me Feel Good (Mar 28, 2014) – Director, Productor Ejecutivo, Escritor
  - episode 3.03 A History of Anxiety (Mar 28, 2014) – Director, Executive Producer, Writer
  - episode 3.02 Planets Colliding (Mar 28, 2014) – Director, Executive Producer, Writer
  - episode 3.01 Call Me Francine (Mar 28, 2014) – Director, Executive Producer, Writer
  - episode 2.26 Where Were You? (Apr 5, 2013) – Director, Executive Producer, Writer
  - episode 2.25 Choices Add Up (Apr 5, 2013) – Director, Executive Producer, Writer
  - episode 2.24 A Straight Answer (Apr 5, 2013) – Director, Executive Producer, Writer
  - episode 2.23 Winning With (Apr 5, 2013) – Director, Executive Producer, Writer
  - episode 2.22 Role Play (Apr 5, 2013) – Director, Executive Producer, Writer
  - episode 2.21 Savages (Apr 5, 2013) – Director, Executive Producer
  - episode 2.20 I'm Not a Stalker (Mar 29, 2013) – Director, Executive Producer, Writer
  - episode 2.19 Getting to the Point (Mar 29, 2013) – Director, Executive Producer, Writer
  - episode 2.18 You're Not a Freak, Are You? (Mar 29, 2013) – Director, Executive Producer, Writer
  - episode 2.17 The Details (Mar 29, 2013) – Director, Executive Producer, Writer
  - episode 2.16 Hard Time (Mar 29, 2013) – Director, Executive Producer, Writer
  - episode 2.15 In the Running (Mar 29, 2013) – Director, Executive Producer, Writer
  - episode 2.14 Are You Clean? (Mar 29, 2013) – Director, Executive Producer, Writer
  - episode 2.13 Doubling the Equation (Mar 22, 2013) – Director, Executive Producer
  - episode 2.12 Old Habits Die Hard (Mar 22, 2013) – Director, Executive Producer, Writer
  - episode 2.11 Make Yourself at Home (Mar 22, 2013) – Director, Executive Producer, Writer
  - episode 2.10 A Man's Permission (Mar 22, 2013) – Director, Executive Producer
  - episode 2.09 The Truth Hurts (Mar 22, 2013) – Director, Executive Producer, Writer
  - episode 2.08 On My Own (Mar 22, 2013) – Director, Executive Producer, Writer
  - episode 2.07 Wow, Wow, Wow (Mar 15, 2013) – Director, Executive Producer, Writer
  - episode 2.06 Glue and Lubricant (Mar 15, 2013) – Director, Executive Producer, Writer
  - episode 2.05 How Do You Do? (Mar 15, 2013) – Director, Executive Producer, Writer
  - episode 2.04 Everything Is a Test (Mar 15, 2013) – Director, Executive Producer, Writer
  - episode 2.03 It's Just a Crutch (Mar 15, 2013) – Director, Executive Producer, Writer
  - episodio 2.02 What Kind of a Name is Blue? (Mar 15, 2013) – Director, Productor Ejecutivo, Escritor
  - episode 2.01 See and Be Seen (Mar 15, 2013) – Director, Executive Producer, Writer
  - episode 1.12 Give an Old Man a Break (Jul 2, 2012) – Director, Executive Producer, Writer
  - episode 1.11 You Lie to Me Too (Jul 2, 2012) – Director, Executive Producer, Writer
  - episode 1.10 Star Student (Jun 29, 2012) – Director, Executive Producer, Writer
  - episode 1.09 That's My Drug (Jun 27, 2012) – Director, Executive Producer, Writer
  - episode 1.08 A Decent Girl (Jun 25, 2012) – Director, Executive Producer, Writer
  - episode 1.07 Paying for Sex (Jun 22, 2012) – Director, Executive Producer, Writer
  - episode 1.06 Jack the Ripper (Jun 20, 2012) – Director, Executive Producer, Writer
  - episode 1.05 You're Good (Jun 18, 2012) – Director, Executive Producer, Writer
  - episode 1.04 Long Day, Blue? (Jun 15, 2012) – Director, Executive Producer, Writer
  - episode 1.03 You Rule (Jun 13, 2012) – Director, Executive Producer, Writer
  - episode 1.02 Son (Jun 11, 2012) – Director, Executive Producer, Writer
  - episode 1.01 Mom (Jun 11, 2012) – Director, Executive Producer, Writer

## Premios y distinciones
Festival Internacional de Cine de Cannes
| Año  | Categoría         | Película                                   | Resultado |
| ---- | ----------------- | ------------------------------------------ | --------- |
| 2000 | Un Certain Regard | Things You Can Tell Just by Looking at Her | Ganador   |

Festival Internacional de Cine de San Sebastián
| Año  | Categoría         | Película     | Resultado |
| ---- | ----------------- | ------------ | --------- |
| 2011 | Premio Sebastiane | Albert Nobbs | Ganador   |